# ビムセン・タパ

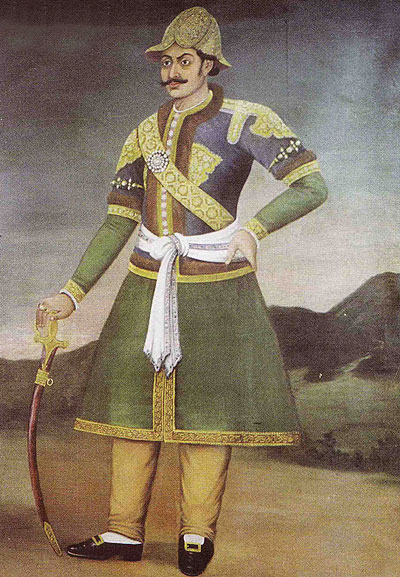
ビムセン・タパ

ビムセン・タパ（ネパール語: भीमसेन थापा、英語: Bhimsen Thapa、 1775年8月 - 1839年8月5日）は、ネパール王国の首相。マートバル・シンハ・タパは甥、ジャンガ・バハドゥル・ラナは大甥にあたる。
首相任期は次のとおり。
1. 1806年4月 - 1837年

## 生涯
法王ラナ・バハドゥル・シャハがパタンで統治を始めたとき、ダモダル・パンデやキルティマン・シンハ・バスネットらは王を奉じ、首都をヌワコートに移した。法王は軍をヌワコートに向かたが、軍は王やダモダルらについたため、1800年に法王はビムセンをはじめとする重臣らとともにヴァーラーナシーへ赴いた。
1804年、ビムセンは法王を助力し、法王はビムセンとともにひそかにカトマンズに戻った。ダモダルはその後とらえられ、その支持者とともに処刑された。法王の新しい王妃はタパ家から迎えられた。
1804年、ラナ・バハドゥルはパルパの制圧なくしてはネパール全土を統一できないので、そこで執政ビムセン・タパと一計を案じ、パルパ王をネパールに招き、そのまま投獄した。その後、ビムセンに率いられた軍が難なくパルパを制圧した。
1806年、ラナ・バハドゥルが暗殺されると、ギルバン・ユッダ・ビクラム・シャハのもとで執権に任じられた。 
1816年、ギルバン・ユッダが死亡し、息子ラジェンドラ・ビクラム・シャハが即位すると、故ラナ・バハドゥルの王妃でタパ家出身のラリト・トリプル・スンダリー・デビーが摂政となった。これにより、ビムセンは全権を掌握し、様々な改革を行った。
だが、1833年に摂政が死ぬと、その力に陰りが見え始めてきた。加えて、ラジェンドラ王の第一正妃サムラージャ・ラクシュミー・デビーが敵対してきたことや、失脚したパンデ一族が復権してきたことで、その地位は危うくなった。
1837年、ビムセンはラジェンドラ王の息子デベンドラ王子暗殺の罪を着せられ投獄された。その後、ダモダルの息子ラナ・ジャンガ・パンデが執権職に就いた。
1838年8月5日、ビムセンは獄中で自殺した。その遺体は切り刻まれ、道にばらまかれて犬や鳥などの餌になったと伝えられている。